# Parti de l'Indépendence et du Travail
De Parti de l'Indépendence et du Travail is een communistische politieke partij in Senegal, opgericht in 1957 .
De algemeen secretaris van de partij is Maguette Thiam.
De partij publiceert het Daan Doole.
De jongerenorganisatie gelieerd aan de partij is Union de la Jeunesse Démocratique Alboury Ndiaye.
In parlementsverkiezingen van 2001 kreeg de partij 1 zetel.